# Alienacja rynków finansowych
Alienacja rynków finansowych - oderwanie się rynków finansowych od rzeczywistej gospodarki w skali regionalnej, narodowej oraz międzynarodowej.
Czynniki powodujące wzrost alienacji to:
- kapitalizacja
- wzrost zamożności indywidualnych inwestorów
- wzrost siły akumulacji instytucjonalnych inwestorów.